# Große Stadtschule Wismar
Die Große Stadtschule ist ein Gymnasium im historischen Kern der Hansestadt Wismar, Schulstraße 7–11. Nach dem Zweiten Weltkrieg bekam es die zusätzliche Bezeichnung Geschwister-Scholl-Gymnasium, um der Opfer der Nationalsozialisten – insbesondere des Widerstandes der Geschwister Hans und Sophie Scholl – zu gedenken.
Schüler der Klassenstufen 7 bis 12 besuchen die Große Stadtschule.
Eine Besonderheit der Schule ist ihre lange Tradition, die bis in das Hochmittelalter zurückreicht: 1251/1252 wurde hier auf Initiative des Landesfürsten Johann I. von Mecklenburg ein Franziskanerkonvent errichtet. In den folgenden Jahrhunderten ist das Gebäude einige Male renoviert und schließlich sogar neu konstruiert worden. Der Schulbetrieb begann 1541 nach der Reformation, zunächst (für drei Jahre) in Form einer „Kinderschule“, dann als evangelisch-lutherische Lateinschule, und folgte jeweils den gesellschaftlichen Bedingungen bis heute.

## Geschichte

### Zeit der Franziskaner
Auf Einladung des Landesfürsten und Stadtherrn von Wismar, Johann I. von Mecklenburg Theologus, kamen die Franziskaner der Sächsischen Franziskanerprovinz 1251/1252 nach Wismar und gründeten einen Konvent, der im Laufe des Mittelalters eine wichtige Stellung im geistlichen Leben der Stadt einnahm.

### Entstehung der Großen Stadtschule
Im Zuge der Reformation predigten spätestens seit 1524 in Wismar zwei Franziskaner aus dem Katharinenkloster Lübeck, Heinrich Never und Clemens Timme, evangelische Lehren. 1527 zogen sie ihr Ordenskleid aus und wurden evangelische Prädikanten. Heinrich Never blieb Vorsteher (Guardian) des Franziskanerkonvents. Die Brüder durften wohnen bleiben, doch konnte kein neues Konventsmitglied zuziehen. Der Konvent starb aus.
Der Stadtrat zog das kostbaren Inventar des Klosters bis 1545 vollständig ein. 1541 richtete er in den Klostergebäuden eine „Kinderschule“ ein, die nur drei Jahre Bestand hatte. Später wurde der Name „Große Stadtschule“ für die dort eingerichtete evangelisch-lutherische Lateinschule eingeführt.

### 16. bis 19. Jahrhundert
Bis 1587 hatten ausschließlich Geistliche die Aufsicht über die Große Stadtschule, danach gewann der Stadtrat Einfluss über die Schulgeschäfte, die enge Verknüpfung zur Kirche blieb jedoch auch weiterhin bestehen.
In der Zeit zwischen 1675 und 1723 kam es infolge politischer Ereignisse und Zustände beinahe zur Auflösung der Schule. Von 1723 bis 1727 war Hermann Samuel Reimarus ihr Rektor.
Um 1746/47 wurde der Bau eines geplanten Kirchengangs abgebrochen. Die Mittel, die durch den Verkauf von Ziegelsteinen eingenommen wurden, bildeten die Grundlage für eine Sanierung des Kirchengebäudes.
Im Verlauf der zweiten Hälfte des 18. Jahrhunderts verfiel das humanistisch-reformatorische Haus. Die Stadtschule wurde aber im 19. Jahrhundert wieder aufgebaut: als neuhumanistisches Gymnasium mit Bürgerschule.
Wegen Baufälligkeit wurde es im 19. Jahrhundert notwendig, die Kirche abzureißen und die Baumaßnahmen am Kleinen sowie Großen Schlafhaus abzubrechen.
 
Bis 1893 erfolgte ein Neubau der Großen Stadtschule.

### 20. Jahrhundert
Während des Ersten Weltkrieges wurde 1915 eine Sporthalle an der Stelle der ehemaligen Kirche errichtet.
Nachdem die Schule 1923 vollständig verstaatlicht worden war, beeinflusste die NSDAP den Schulbetrieb ab der „Machtergreifung“ 1933 maßgeblich. Als Reaktion gründete der Oberstudiendirektor Rudolf Kleiminger im Mai 1933 den Verein Altschülerschaft der Großen Stadtschule zu Wismar. Ziel war es, das Zusammengehörigkeitsgefühl der Vereinsmitglieder stärken und eine Gegenkraft zum Nationalsozialismus zu bilden – in Wahrung der humanistischen Tradition des Hauses.
1938 reformierten die Nationalsozialisten das höhere Schulwesen nach ihren ideologischen Zielen. Die bis dahin unter der Bezeichnung Staatliches Gymnasium mit Oberrealschule geführte Schule hieß fortan Große Stadtschule, staatliche Oberschule und Gymnasium zur Seestadt Wismar.
Da Wismar während des Zweiten Weltkriegs unter Bombenangriffen zu leiden hatte, wurde der Schulbetrieb zeitweise ausgelagert, vorwiegend in das nahe gelegene Neukloster. Das Schulgebäude fungierte in diesen Zeiten teilweise als Lazarett.
Bis zur Gründung der DDR 1949 blieb die Schule ein Gymnasium. Dann erfolgte die Umbenennung und Umstrukturierung in eine Erweiterte Oberschule, die EOS Geschwister Scholl.
Mit der Schulreform, die mit der Wende 1989 begann, erhielt die Große Stadtschule ihren jetzigen Namen Große Stadtschule, Geschwister Scholl Gymnasium. Seit der Feier zum 450-jährigen Bestehen der Schule 1991 findet regelmäßig ein dreitägiges Altschülertreffen in der Hansestadt Wismar statt.

## Bildungsangebot

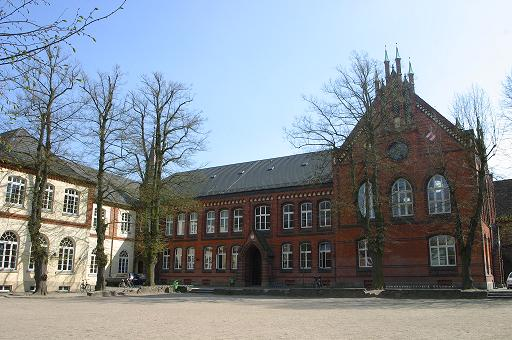
Frontansicht der Großen Stadtschule (Frühling 2006)

Die Große Stadtschule ist seit dem Schuljahr 2004/2005 eine Ganztagsschule. Die Schulleitung verpflichtete sich damit, auch nachmittags ein Rahmenprogramm für Schüler (Arbeitsgruppen, Projekte) zu schaffen. Diese Leistung kommt in erster Linie den jüngeren Jahrgängen (Orientierungsstufe) mit niedrigeren Stundenzahlen zugute.

### Fremdsprachen
Wie an den meisten anderen Gymnasien wird Englisch als erste Fremdsprache von der 5. Klasse an unterrichtet. Derzeit haben alle Schüler mit dem Übergang in die Sekundarstufe I (7. bis 10. Klasse) die Wahl zwischen lateinischer, französischer und spanischer Sprache. Eine dieser Fremdsprachen muss sofort, eine weitere kann mit dem Beginn der 10. Klasse optional hinzugewählt werden.

### Profilschule mit dem Schwerpunkt Niederdeutsch
Die Große Stadtschule ist seit dem Schuljahr 2017/2018 eine von sechs Profilschulen mit dem Schwerpunkt Niederdeutsch. An diesen Schulen kann Niederdeutsch als mündliches und schriftliches Prüfungsfach im Abitur belegt werden. Auf der Grundlage eines landesweiten Konzepts, das durch ein Netzwerk aus Lehrerinnen und Lehrern erstellt wurde, hat das Ministerium für Bildung, Wissenschaft und Kultur mit jeder Schule eine Zielvereinbarung über die Ausgestaltung des jeweiligen Profilschwerpunktes unterzeichnet.

### Freizeit
Der Nachmittag ist nach dem Unterricht mit verschiedenen Arbeitsgemeinschaften ausgestaltet. Damit wird die Schule den Anforderungen an eine Ganztagsschule gerecht. Die Kinder und Jugendlichen können dabei frei unter vielen Hobby- und Bildungsaktivitäten wählen. Zur Wahl stehen unter anderem Fotografie, Hausaufgabenbetreuung und teilweise zweisprachiger Unterricht. Schüler der Oberstufe können selbst Arbeitsgemeinschaften (AGs) gründen und betreuen.
Eine weitere Schülergruppe bildet den Klubrat, der sich um den Schulklub im Kellergeschoss der Schule kümmert. Dort finden gelegentlich Veranstaltungen statt. Bei diesen Treffs nehmen häufig Ehemalige der Schule teil, um den Kontakt zu ihren Mitschülern zu erhalten.

### Initiativen und Veranstaltungen
Die Große Stadtschule ist eine der drei austragenden Schulen des Wirtschafts-Simulationsspiels WIWAG. Der Gemeinschaftsinitiative gehören neben berufsausbildenden Standorten in Schleswig-Holstein auch das Lübecker Katharineum und die dortige Thomas-Mann-Schule an. Im Oktober 2006 haben die 36 teilnehmenden Schüler wieder die Große Stadtschule besucht, um ein fiktives Unternehmen innerhalb einer Woche zum Erfolg zu führen. Des Weiteren zeichnet sich die Schule durch zahlreiche Aktivitäten aus.
Eine Tradition der Schule ist es, die feierliche Übergabe der Hochschulreifezeugnisse in der Kirche St. Nikolai abzuhalten. Zu diesem Anlass werden die engagiertesten und fleißigsten Schüler der einzelnen Fachgebiete sowie nach Endnoten, unter anderem mit dem Dr.-Kleiminger-Preis oder dem Ållebergpreis, prämiert.

## Gebäude

### Hauptgebäude
Der historisierende Neubau der heutigen zweigeschossigen Großen Stadtschule mit einer Klinkerfassade erfolgte von 1891 bis 1893. Das Gebäude steht unter Denkmalschutz. 

2006 wurde die Aula renoviert.

### Gebäude Schulstraße 7
Da ehemalige zweigeschossige, gelb und rot verklinkerte gründerzeitliche Rektorenhaus auf dem Gelände des ehemaligen Grauen Klosters wurde 1868 nach Plänen von Helmuth Brunswig (Wismar) gebaut. Erwähnenswert ist innen die gewendelte Holztreppe, in deren gekrümmt getischlerte Wange
die Stufen eingestemmt sind. Zu DDR-Zeiten war hier die Kreisstelle für Unterrichtsmittel. Nach dann überwiegendem Leerstand fand von 2006 bis 2008 die Sanierung nach Plänen von Thomas Jansa (Wismar) statt für eine Nutzung durch Kunst- und Musikräume, Bibliothek, Schülercafé, Wintergarten, Vorbereitungsräume und WCs. Das Gebäude steht unter Denkmalschutz.

## Personen

### Lehrer
- Jeremias Nigrinus (1596–1646), Rektor 1623–1639
- Johann Polz, Rektor 1639–1645
- Johann Polz, Rektor 1645–1654
- Lorenz Bünsow, Rektor 1661–1668
- Christian Bünsow, Rektor 1668–1671
- Hermann Samuel Reimarus, Rektor 1723–1728
- Johann Daniel Denso, Rektor 1753–1793
- Diedrich Rudolf Stürenburg, Lehrer 1834–1839
- Eduard Haupt, Collaborator ab 1831, Lehrer ab 1834, Direktor 1863–1868
- Theodor Nölting, Lehrer ab 1836, Rektor 1873–1887
- Ernst Fritzsche, Lehrer ab 1877, Oberlehrer ab 1886, Rektor 1910–1918
- Rudolf Kleiminger, Direktor 1926–1945

### Schüler
- Georg Calsow (1857–1931), Jurist, Oberbürgermeister von Göttingen
- René Domke (* 1972), Politiker
- Hans Eberhard (1861–1940), Richter, Präsident des Oberlandesgerichts Rostock.
- Gottlob Frege (1848–1925), Logiker, Mathematiker und Philosoph
- Karl Friedrichs (1878–1969), Zoologe, Entomologe und Kolonialbeamter
- Heinrich Handorf (1925– 2022), Architekt
- Eduard Haupt (1805–1868), Theologe, Mitglied der Frankfurter Nationalversammlung
- Heinrich Klenz (1860–1925), Sprach- und Literaturforscher, Redakteur und Schriftsteller
- Marita Koch (* 1957), Sportlerin
- Karl Krickeberg (1867–1944), Pädagoge, Theaterschauspieler, Theaterleiter, Dramatiker und niederdeutscher Schriftsteller
- Franz Heinrich Martens (1778–1805), Mediziner und Hochschullehrer
- Wilhelm Maßmann (1837–1916), Jurist und Richter
- Daniel Michaelis (1621–1652), Theologe
- Joachim Christoph Nemeitz (1679–1753), Hofmeister und Schriftsteller
- Christian Othfar (1609–1660), Theologe, Kirchenlieddichter und Arzt
- Heinrich Scharff (1803–1877), Theologe und Parlamentarier
- Carl Schlettwein (1925–2005), Verleger
- Adolph Schliemann (1817–1872), Jurist, Theologe und Schachspieler
- Franz Schmidt (1814–1882), Mediziner, Entomologe und Ornithologe